# Гвадалахара (провінція)
Гвадалаха́ра (ісп. Guadalajara) — провінція в центральній Іспанії у складі автономного співтовариства Кастилія-Ла-Манча. Адміністративний центр — місто Гвадалахара.
З 16 по 20 липня 2005 року провінцію спустошували лісові пожежі, відомі як incendio de Guadalajara. Одинадцять пожежників померли внаслідок вогневого шторму. Пожежу спричинило туристичне барбекю.
| Іспанія | Це незавершена стаття з географії Іспанії. Ви можете допомогти проєкту, виправивши або дописавши її. |